# Carlo Collodi
Carlo Collodi, pseudonimo di Carlo Lorenzini (Firenze, 24 novembre 1826 – Firenze, 26 ottobre 1890), è stato uno scrittore e giornalista italiano.
È divenuto celebre per essere stato l'autore del romanzo Le avventure di Pinocchio. Storia di un burattino, spesso noto semplicemente come Pinocchio, diventato uno dei grandi classici della letteratura di tutto il mondo e tradotto in 240 lingue.

## Biografia

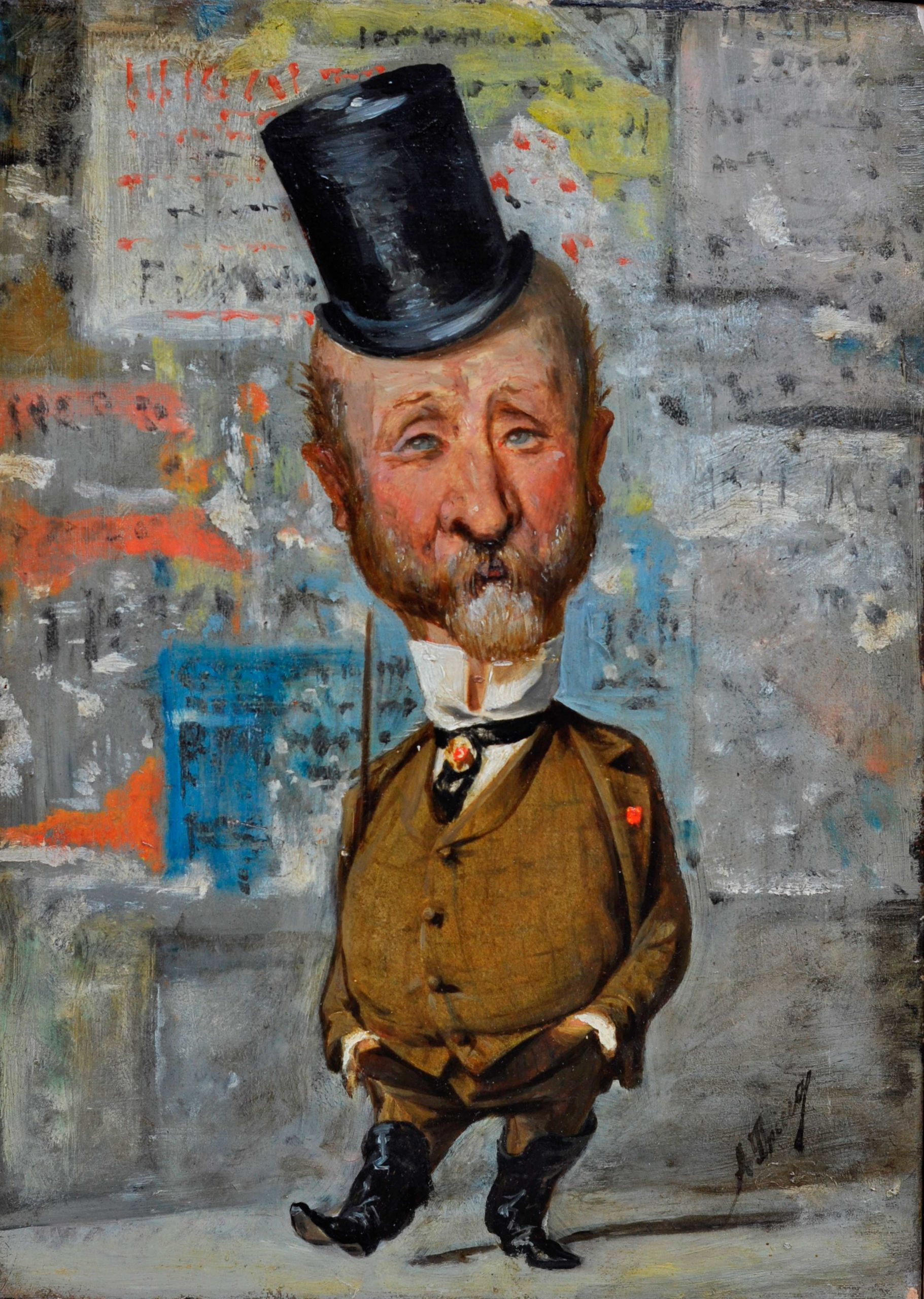
Carlo Lorenzini in una caricatura di Angiolo Tricca del 1875

Carlo Lorenzini nacque il 24 novembre 1826 a Firenze in via Taddea. Il padre, Domenico Lorenzini (1795-1848), originario di Cortona, era cuoco e la madre, Angiolina Orzali (1800-1886), era sarta e cameriera, ambedue al servizio dei marchesi Ginori. Angiolina era figlia del fattore dei marchesi Garzoni Venturi, che amministrava il podere di Veneri, alle porte della località di Collodi, frazione di Pescia, il cui nome ispirò lo pseudonimo adottato da Lorenzini.
Dal matrimonio di Domenico con Angiolina nacquero dieci figli: il primogenito Carlo, poi Marianna (19 gennaio 1828 - 13 settembre 1829), Paolo (1829-1891), Maria Adelaide (1831-1871), Marianna Seconda (1832-1838), Giuseppina (1834-1850), Paolina Antonietta (1836-1839), Giovannina Letizia (1837-1839), Lorenzo (1839-1839) e Ippolito (1842-1923).
Il giovane Lorenzini poté studiare proprio grazie all'aiuto della famiglia Ginori: durante l'infanzia (trascorsa perlopiù a Collodi presso il nonno materno), visse per un periodo in una loro casa in via Taddea  quando il fratello Paolo divenne amministratore della fabbrica Ginori, nel palazzo Ginori di via de' Rondinelli, sulla facciata del quale una targa ne ricorda la permanenza durante gli ultimi anni della vita. Dal 1837 fino al 1842 entrò in seminario a Colle di Val d'Elsa; non diventò prete, ma ricevette una buona istruzione. Fra il 1842 e il 1844 seguì lezioni di retorica e filosofia a Firenze, presso un'altra scuola religiosa degli Scolopi.
Interruppe gli studi superiori nel 1844, ma aveva già cominciato a lavorare come commesso nella libreria Piatti di Firenze probabilmente fin dal 1843. Nel 1845 era tanto considerato da ottenere una dispensa ecclesiastica che gli permise di leggere i libri messi all'indice dei libri proibiti. Non è certo che collaborasse a La Rivista di Firenze, mentre a partire dal 29 dicembre 1847, pubblicando l'articolo di musicologia L'Arpa, cominciò a scrivere per L'Italia Musicale, giornale milanese di cui divenne ben presto una delle firme di maggior richiamo. Il ruolo intellettuale di Collodi sarà prezioso, perché l'autore toscano trasmetterà a molti scapigliati milanesi alcune tematiche critiche fondamentali, relative al teatro di prosa e musicale, alla poesia e al romanzo del suo tempo, che alimenteranno a lungo il dibattito culturale nel nostro paese.
Nel 1848, allo scoppio della prima guerra d'indipendenza, si arruolò volontario, combattendo con il battaglione toscano a Curtatone e Montanara. 
Tornato a Firenze, fondò uno dei maggiori giornali umoristico-politici dell'epoca, Il Lampione, "giornale per tutti", sospeso l'11 aprile 1849 per l'avvenuta restaurazione. Ne riprese la pubblicazione il 15 maggio 1860 con un suo articolo che cominciava: «"Ripigliando il filo del nostro discorso interrotto ecc.", interrotto da 11 anni!». Cominciò per lui, patriota, un periodo non facile nella Toscana granducale, tanto che Lorenzini viaggiò spesso a Milano e Torino, fermandovisi per lunghi periodi. Il giornalismo umoristico fu allora la sua principale risorsa: da qui la collaborazione con numerose testate umoristiche che affrontavano, all'insegna del riso e del sorriso, argomenti artistici, teatrali e letterari: l'Arte, La Scena (a cui collaborò anche Ippolito Nievo), La Lente e altre. Nel 1853 fondò lo Scaramuccia, che divenne presto uno dei maggiori giornali teatrali italiani, fornendo letteralmente il modello a tanti altri fogli analoghi, sorti in tutta Italia. Si occupò di tutto con grande competenza: musica, teatro, letteratura.
Nel 1856, collaborando con il giornale umoristico fiorentino La Lente, si firmò per la prima volta con lo pseudonimo di Carlo Collodi. Dello stesso anno sono le sue prime opere importanti: Gli amici di casa e Un romanzo in vapore. Da Firenze a Livorno. Guida storico-umoristica. Nel 1859 partecipò alla seconda guerra d'indipendenza, arruolandosi come volontario nel reggimento sabaudo dei Cavalleggeri di Novara. Finita la campagna militare ritornò a Firenze. Nel 1860 diventò censore teatrale. Nel 1868, su invito del Ministero della pubblica istruzione, entrò a far parte della redazione di un dizionario di lingua parlata, il Novo vocabolario della lingua italiana secondo l'uso di Firenze.

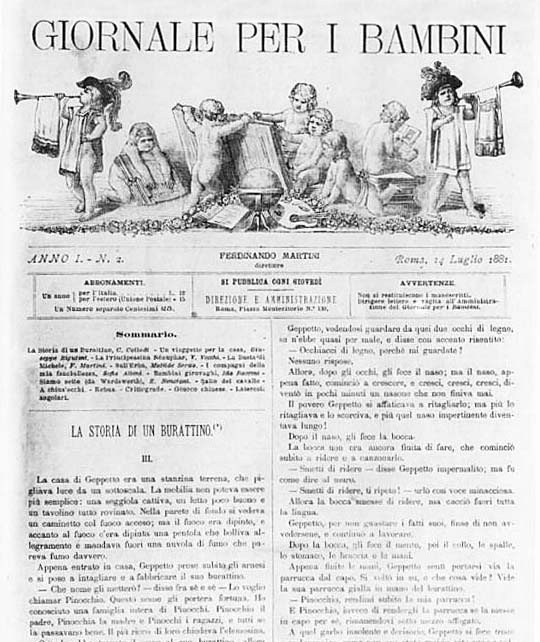
Prima pagina del Giornale per i Bambini con il terzo capitolo de Le Avventure di Pinocchio (14 luglio 1881)

Nel 1875 ricevette dall'editore Felice Paggi l'incarico di tradurre le fiabe francesi più famose. Collodi non solo tradusse, ma ricreò in italiano, inserendovi una morale, un corpus di fiabe sotto il titolo I racconti delle fate, tratte dall'edizione Hachette del 1853 di fiabe di Charles Perrault, Marie-Catherine d'Aulnoy, Jeanne-Marie Leprince de Beaumont. Il volume uscì l'anno successivo.
Nel 1877 apparve Giannettino e nel 1878 fu la volta di Minuzzolo. Il 7 luglio 1881, sul primo numero del periodico per l'infanzia Giornale per i Bambini (pioniere dei periodici italiani per ragazzi diretto da Ferdinando Martini), uscì la prima puntata de Le avventure di Pinocchio, con il titolo Storia di un burattino. Secondo il saggio di Gianni Greco Quel copione di Collodi (Pinocchio non fu il primo naso), del 2018, Collodi si sarebbe ispirato per la stesura del suo più celebre romanzo a fonti antecedenti. Nel 1883 pubblicò Le avventure di Pinocchio raccolte in volume. Dal 12 aprile di quell'anno, e fino all'8 dicembre 1886, fu direttore del Giornale per i Bambini. All'apice del successo, il 26 ottobre 1890, Collodi si sentì male sulle scale di casa mentre stava rientrando, alle 22:30. Portato nel suo letto, morì pochi minuti dopo, forse per un aneurisma, poco meno di un mese prima di compiere 64 anni. È sepolto nel cimitero delle Porte Sante.
Si è spesso parlato di un'affiliazione di Collodi alla massoneria. Il mondo massonico, in effetti, si fregia di tale presunta appartenenza dell'illustre scrittore. Tuttavia, come recentemente dimostrato da Daniela Marcheschi, curatrice della pubblicazione integrale delle opere di Collodi, non vi sono prove reali in questa direzione. Analizzando gli elenchi di affiliati e gli archivi dell'epoca, la Marcheschi ha dimostrato l'infondatezza del dato: Collodi, documenti alla mano, non è ascrivibile tra gli affiliati. Quindi, nonostante siti internet legati al mondo culturale massonico affermino una tale appartenenza, non è stata prodotta, a oggi, alcuna documentazione al riguardo.
Come illustra la Marcheschi, tutta la tesi dell'affiliazione di Collodi alla massoneria si fonderebbe su un'errata comprensione di un saluto in calce a una sua lettera; in essa la contrazione "suo affo" è stata letta come "fratello" anziché "affezionato": tanto è bastato per costruire la storia di un "Collodi massone". Le difficoltà incontrate lungo la sua vita sarebbero inoltre conferma del fatto che l'autore non potesse contare su potenti appoggi. Nonostante certa letteratura voglia a ogni costo trovare un messaggio massonico ed esoterico specialmente nel suo "Le avventure di Pinocchio", rimane molto più realistica quella lettura che coglie nella filigrana del testo l'intreccio di una fede cristiana con le vicende personali della vita dell'autore.
Nel 1962 è stata costituita la Fondazione nazionale Carlo Collodi che ha, tra i suoi scopi, quello di diffondere e far conoscere nel mondo le opere del Collodi, in particolare "Le avventure di Pinocchio". Con D.M. del 9 giugno 2009 è stata istituita l'Edizione Nazionale delle Opere di Carlo Lorenzini, presieduta da Daniela Marcheschi.

## Opere
- Gli amici di casa. Dramma in due atti, Firenze, Riva, 1856; Firenze, Romei, 1862; poi con il saggio Il teatro di C. Collodi, e a cura di Daniela Marcheschi, Lucca, Maria Pacini Fazzi Editore, 1990.
- Un romanzo in vapore. Da Firenze a Livorno. Guida storico-umoristica, Firenze, Mariani, 1856. Ora cfr. Collodi, Un Romanzo in vapore. Da Firenze a Livorno, a cura di Roberto Randaccio, prefazione di Michèle Merger, in Edizione Nazionale delle Opere di Carlo Lorenzini, Volume I, Collodi-Firenze, Fondazione Nazionale Carlo Collodi-Giunti, 2010.
- I misteri di Firenze. Scene sociali, Firenze, Fioretti, 1857. Ora cfr. Collodi, I Misteri di Firenze, a cura di Roberto Randaccio, prefazione di Andrea Camilleri, Edizione Nazionale delle Opere di Carlo Lorenzini, Volume I, Collodi-Firenze, Fondazione Nazionale Carlo Collodi-Giunti, 2010.
- Il sig. Albèri ha ragione! (Dialogo apologetico), Firenze, Cellini, 1859.
- La manifattura delle porcellane di Doccia. Cenni illustrativi, Firenze, Grazzini, Giannini e C., 1861.
- Gli estremi si toccano, in "Il Lampione", 15 gennaio 1861.
- La coscienza e l'impiego, 1867 circa.
- Antonietta Buontalenti, 1869-1870.
- L'onore del marito, 1870.
- I racconti delle fate. Voltati in italiano, Firenze, Paggi, 1876; e ora anche Collodi, I Racconti delle Fate, a cura e con Introduzione di François Bouchard, Prefazione di Guido Conti, in Edizione Nazionale delle Opere di Carlo Lorenzini, Volume IV, Collodi-Firenze, Fondazione Nazionale Carlo Collodi-Giunti, 2015.
- Giannettino. Libro per i ragazzi, Firenze, Paggi, 1877.
- Minuzzolo. Secondo libro di lettura (seguito al Giannettino), Firenze, Paggi, 1878.
- Macchiette, Milano, Brignola, 1880; poi con Nota introduttiva a e a cura di Daniela Marcheschi, Lucca, Maria Pacini Fazzi Editore, 1989; e ora Macchiette, a cura e con Introduzione di Fernando Molina Castillo, Prefazione di Ernesto Ferrero, in Edizione Nazionale delle Opere di Carlo Lorenzini, Volume III, Collodi-Firenze, Fondazione Nazionale Carlo Collodi-Giunti, 2010.
- Occhi e nasi. (ricordi dal vero), Firenze, Paggi 1881; e ora Occhi e nasi (Ricordi dal vero), a cura e con Introduzione di Paola Ponti, Prefazione di Roberto Barbolini, in Edizione Nazionale delle Opere di Carlo Lorenzini Collodi, Collodi-Firenze, Fondazione Nazionale Carlo Collodi-Giunti, 2020, Volume V, tomo 1.
- La grammatica di Giannettino per le scuole elementari, Firenze, Paggi 1883.
- Le avventure di Pinocchio. Storia di un burattino, Firenze, Paggi 1883 (con varie riedizioni vivente Collodi); e ora Le avventure di Pinocchio. Storia di un burattino, a cura di Roberto Randaccio, Introduzione di Daniela Marcheschi, Prefazione di Mario Vargas Llosa, Edizione Nazionale delle Opere di Carlo Lorenzini, Volume III, Collodi-Firenze, Fondazione Nazionale Carlo Collodi-Giunti, 2012.
- Il regalo del Capo d'Anno, Torino, Paravia, 1884, poi con Prefazione e a cura di Daniela Marcheschi, Lucca, Maria Pacini Fazzi Editore, 1989-1990.
- L'abbaco di Giannettino. Per le scuole elementari, Firenze, Parigi, 1884.
- Libro di Lezioni per la seconda classe elementare, secondo gli ultimi programmi, Firenze, Paggi, 1885.
- Un'antipatia. Poesia e prosa, Roma, Perino, 1885.
- La geografia di Giannettino. Adottata nelle scuole comunali di Firenze, Firenze, Paggi, 1886.
- Il viaggio per l'Italia di Giannettino, 3 voll., Firenze, Paggi, 1880-1886.

I, L'Italia superiore, Firenze, Paggi, 1880.
II, L'Italia centrale, Firenze, Paggi, 1883.
III, L'Italia meridionale, Firenze, Paggi, 1886.
- Storie allegre. Libro per i ragazzi, Firenze, Paggi, 1887. Cfr. ora anche Collodi, Storie allegre, a cura e con Introduzione di François Bouchard, Prefazione di Guido Conti, in Edizione Nazionale delle Opere di Carlo Lorenzini, Volume IV, Collodi-Firenze, Fondazione Nazionale Carlo Collodi-Giunti, 2015.
- Libro di Lezioni per la terza classe elementare secondo gli ultimi programmi, Firenze, Paggi, 1889.
- La lanterna magica di Giannettino. Libro per i giovanetti, Firenze, Bemporad, 1890.

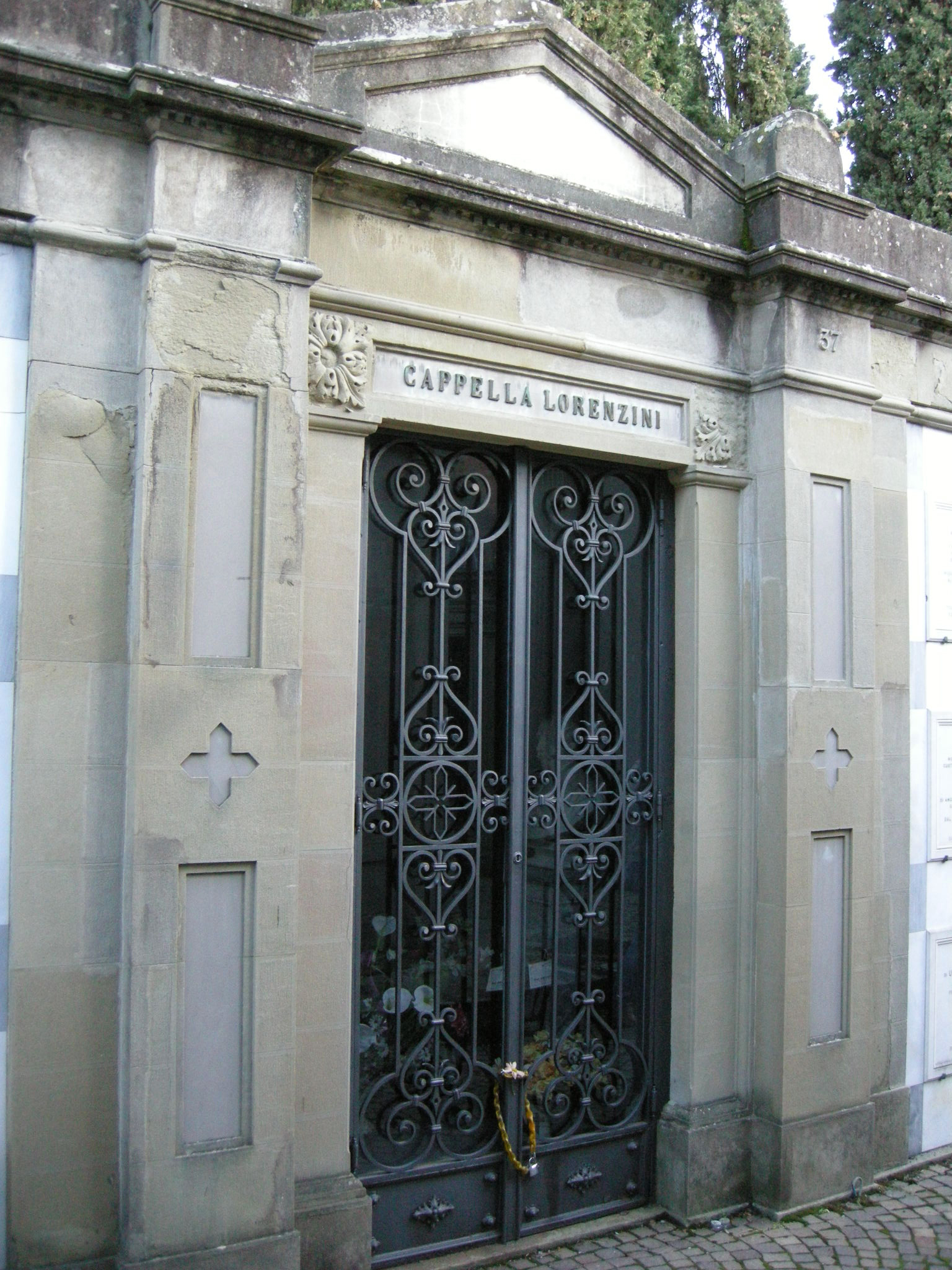
La Cappella Lorenzini dove è sepolto Collodi al cimitero delle Porte Sante a Firenze

Altre opere di Carlo Lorenzini, pubblicate postume:
- Divagazioni critico-umoristiche, raccolte e ordinate da Giuseppe Rigutini, Firenze, Bemporad, 1892.
- Note gaie, raccolte e ordinate da Giuseppe Rigutini, Firenze, Bemporad, 1892.
- Attribuita erroneamente a Collodi è l'opera Bettino Ricasoli, Camillo Cavour, Luigi Carlo Farini, Daniele Manin. Biografie del Risorgimento pubblicate in occasione delle onoranze fiorentine a Carlo Lorenzini, Firenze, Marzocco, 1941. Cfr. D. Marcheschi, Ma questo non è Collodi, Il Sole 24 Ore, 21 luglio 2011.
- Cronache dall'Ottocento, a cura di Daniela Marcheschi, Pisa, ETS, 1990. [Raccolta di articoli giornalistici, prima mai ristampati, pubblicati da Carlo Collodi (sotto vari pseudonimi) nei giornali umoristici del tempo]
- Opere, a cura e con un saggio introduttivo di Daniela Marcheschi, Milano, A. Mondadori, "I Meridiani", 1995. ISBN 88-04-40075-7.
- Il viaggio per l'Italia di Giannettino, Ristampa anastatica in 3 voll., Collana "Il Genio Vagante", Bergamo, Leading Edizioni, 2006.

## Collodi Nipote
Carlo Collodi ebbe un nipote, Paolo Lorenzini (1876 – 1958), figlio di suo fratello Ippolito, che intraprese anch'egli il mestiere di scrittore per ragazzi, usando lo pseudonimo di Collodi Nipote. Scrisse, tra l'altro, Sussi e Biribissi.